# Oscar Alfred Haac
Oscar Alfred Haac (* 28. Januar 1918 in Frankfurt am Main; † 2000) war ein deutsch-amerikanischer Romanist.

## Leben
Oscar Haac besuchte von 1927 bis 1935 das Französische Gymnasium in Berlin. 1935 emigrierte er als Verfolgter des NS-Regimes in die Vereinigten Staaten und studierte an der Yale University, wo er 1948 promoviert wurde. Dann war er bis 1954 Assistenzprofessor an der Pennsylvania State University, bis 1965 Professor an der Emory University in Atlanta und anschließend Professor für Romanische Sprachen (bis 1971), dann (bis zu seiner Emeritierung) für Französisch an der Stony Brook University in New York City.

## Veröffentlichungen

### Wissenschaft
- Les Principes inspirateurs de Michelet. Sensibilité et philosophie de l'histoire. Yale University Press, New Haven und PUF, Paris 1951.
- (Übersetzer) Max Scheler: Philosophical Perspectives.  Beacon Press, Boston 1958.
- (Hrsg.) Pierre-Simon Ballanche: La Théodicée et la Virginie romaine. Droz, Genf und Minard, Paris 1959. (Vorwort von Maurice Levaillant).
- Marivaux. Twayne, New York 1973.
- Jules Michelet. Twayne, Boston 1982.
- (Mitarbeit) Jules Michelet: Cours au Collège de France 1838–1851. Hrsg. Paul Viallaneix. Gallimard, Paris 1995.
- (Hrsg. und Übersetzer) The correspondence of John Stuart Mill and Auguste Comte. Transaction Publications, New Brunswick, Ill. 1995.

### Lehrbücher
- (Hrsg. mit William A. Strozier und William S. Willis) Points de vue. A reader and guide to conversation. New York 1959.
- (Hrsg. mit Arthur Bieler und Monique Léon) Perspectives de France. 4 Bde. Prentice-Hall, Englewood Cliffs, NY 1965–1968, 1972, (zusätzlich mit Pierre Léon) 1983. (Vorwort von Robert Louis Politzer)
- (Hrsg. mit Arthur Bieler) Actualité et avenir. A guide to France and to French conversation. Prentice-Hall, Englewood Cliffs, NY 1975.